# NGC 5853
NGC 5853 (również PGC 53894 lub UGC 9707) – galaktyka spiralna z poprzeczką (SBb), znajdująca się w gwiazdozbiorze Wolarza. Odkrył ją Édouard Jean-Marie Stephan 19 maja 1881 roku.